# Epacanthaclisis banksi
Epacanthaclisis banksi är en insektsart som beskrevs av Krivokhatsky 1998. Epacanthaclisis banksi ingår i släktet Epacanthaclisis och familjen myrlejonsländor. Inga underarter finns listade i Catalogue of Life.